# Кулата
Вижте пояснителната страница за други значения на Кулата.
Ку̀лата, понякога също и нечленувано Кула, е село в Югозападна България, област Благоевград, община Петрич. В миналото е наричано Петричка Кула, за да се различава от близкото село Кула, наричано Сярска Кула (днес Палеокастро, Гърция).

## География
Селото се намира в Санданско-Петричката котловина на левия бряг на река Струма и е най-близкото населено място разположено до точката на пресичане на границата между България и Гърция от пътя София – Солун (Европейски път E79), както и крайна точка на Републикански път I-1 и автомагистрала „Струма“. Поради това в него е разположена Митница Кулата (Териториално митническо управление) – митническо учреждение от 3-то ниво, на чието подчинение са също така митнически пункт Златарево и
митническо бюро Петрич. Там се намира и ГКПП Кулата-Промахон.
В землището на селото се намира защитената местност Карталец, в която се опазват растителените видове Подуточашково клинавче/Мехуресточашков клин (Astragalus physocalyx Fisch.) и Съчленен коринефорус (Corynephorus Divaricatus) и тяхното местообитание.

## История
Днешното село Кулата е наследник на старо средновековно селище. През 1958 година в двора на училището са разкрити основите на триконхална средновековна църква, чието функциониране се отнася към X – XII век. Освен това, около старинния храм са разкрити и няколко погребения, обхващащи периода от X до XIX век. Може да се предположи, че селището, на което са принадлежали въпросните църква и некропол и чието име е неизвестно, е било свързано с охраната на близкия Рупелски проход.
През XIX век Кулата е малко българско чифликчийско селище, числящо се към Демирхисарска кааза. През 30-те години на века френският геолог Ами Буе преминава през селото и го описва така:
| „ | На една левга от Бистрица има малка кула, или стар турски пост, наречен Кула, обградена с няколко къщи и добре обработени ниви. | “ |

В „Етнография на вилаетите Адрианопол, Монастир и Салоника“, издадена в Константинопол в 1878 година и отразяваща статистиката на населението от 1873 година, Кула (Koula) е посочено като село с 20 домакинства, като жителите му са 65 българи.
В 1891 година Георги Стрезов пише за селото:
| „ | Кула, чифлик в Рупелския проход на рид. Нивите му са до Бистрица; има и много оризници. До Кула Бистрица се влива в Струма; през това село минува и пътят за Джумая, Мелник. Околното поле е плодовито във всичко, понеже земята кисне тъй да се каже във водата. 20 къщи български. | “ |

Според статистиката на Васил Кънчов („Македония. Етнография и статистика“) от 1900 година Кула брои 110 жители, всички българи-християни.
Според статистиката на секретаря на Българската екзархия Димитър Мишев („La Macédoine et sa Population Chrétienne“) в 1905 година селото вече се числи към Мелнишка кааза. Християнското население на Кулата (Koulata) се състои от 96 българи екзархисти.
При избухването на Балканската война през 1912 година един жител на селото е доброволец в Македоно-одринското опълчение.
През октомври 1925 година по време на гръцко-българския пограничен конфликт, известен като Петрички инцидент, село Кулата е окупирано от гръцката армия.
Изселването на войводата на ВМРО Евтим Евтимов – Тимльо от с. Кулата, заедно със семействата на неговите синове Георги и Атанас Евтимови е без никакви законови основания от новата комунистическа власт. В информация на Държавна сигурност от 1950 год. пише следното за Тимльо : Тома Радовски продължава посещенията си в с. Кулата, като отива при неговият неразделим приятел Евтим Георгиев Евтимов (Тимльо), стар вемерист, ятак на бандити за които му деяния е изселен във вътрешността на страната ни. В деня на изселването на Евтим Георгиев, под предлог да закупи сено Радовски отива при приятеля си и се среща с него. Водил
е продължителен разговор и накрая се разцелуват.
През 2015 година на изборите в Кулата за кмет е избран Димитър Дамянов.

## Население

### Етнически състав
Преброяване на населението през 2011 г.
Численост и дял на етническите групи според преброяването на населението през 2011 г.:
|                     | Численост |
| Общо                | 849       |
| Българи             | 774       |
| Турци               | –         |
| Цигани              | –         |
| Други               | –         |
| Не се самоопределят | –         |
| Неотговорили        | 71        |

## Обществени институции
- Кметство
- Основно училище „Св. св. Кирил и Методий“
- Читалище „Гоце Делчев“
- Православен храм „Св. Атанасий“

- Кметството
- ОУ „Св. св. Кирил и Методий“
- Читалище „Гоце Делчев“
- Военният паметник в центъра

## Личности
Родени в Кулата
- Георги Башлиев (1861 – ?), български революционер, деец на ВМОРО
- Александър Манолев (р. 1976), български политик, заместник-министър
- Димитър Панделиев (1927 – 1995), български драматург и писател
- Емил Рупел (р. 1939), български писател
- Китан Китанов (р. 1966), български реставратор
- Любен Пехливанов (р. 1943), български офицер, генерал-лейтенант
- Никола Антонов, македоно-одрински опълченец, 25-годишен, учител, педагогическо образование, четата на Таско Спасов, възможно е и да е от Сярска Кула[12]
- Лия (р. 1970), българска попфолк певица

Свързани с Кулата
- Георги Бърдаров (р. 1973), български географ и писател
- Станко Йовчев (р. 1988), български футболист, по произход от Кулата
- Димитър Башлиев (роден неизв. – 1925 г.), селски войвода на ВМРО. Селската чета на Кулата с войвода Димитър Башлиев е сформирана през 1919 г.[13]
- Евтим Георгиев Евтимов (Тимльо), селски войвода на ВМРО в Кулата след смъртта на войводата Димитър Башлиев през 1925 г. По време на Петричкия инцидент четата на Тимльо участва успешно в отбраната на Петрич срещу редовната гръцка армия.[13]
- Иван Козаров, общински кмет на Кулата, убит през 1923 година от ВМРО[13]